# Sail Racing
Sail Racing är ett svenskt klädmärke inriktat på seglarprodukter, grundat 1977 av bland annat entreprenören Lasse Molse och Christer Johansson. Sedan nystarten 1999 utvecklar Sail Racing tekniska produkter för atleter inom extrem segling. Sail Racing är officiell klädpartner till America's Cup. Sail Racing distribuerar sina produkter genom återförsäljare, egna konceptbutiker i Stockholm och Göteborg samt online-försäljning till hela världen.